# Belgisch kampioenschap wielrennen voor heren elite 2025
Het Belgisch kampioenschap wielrennen 2025 werd dit jaar op 29 juni in Binche in de provincie Henegouwen georganiseerd. De renners kregen 115,2 golvende kilometers in rechte lijn voor de voeten, gevolgd door 7 lokale ronden van 16,4 km, goed voor een totale afstand van 230 kilometer. In de plaatselijke ronden lagen enkele kasseistroken wat voor enige moeilijkheden moest zorgen, maar de grootste spelbreker werd de warmte, want de voorspelling was van temperaturen van ongeveer 30°C. Met slechts een kleine 2.000 hoogtemeters is dit BK niet enorm lastig.
Bij de kanshebbers kwam Wout Van Aert door lichte ziekte niet aan de start, maar met topfavoriet Remco Evenepoel, Thibau Nys de topsprinters Tim Merlier, Jasper Philipsen, Jordi Meeus en uittredend Belgisch kampioen Arnaud De Lie waren de grote namen aan de start, met in totaal 158 renners.

## Verloop
Amper was er gestart of Victor Campenaerts ging er vandoor maar tevergeefs. Het eerste wedstrijd uur haalde een gemiddelde van 48 kilometer per uur. Met nog 90 kilometer te gaan vormde zich een elitegroep van 16 vooraan, met naast Evenepoel ook onder meer Philipsen, Florian Vermeersch, Jasper Stuyven, Tim Wellens en Campenaerts. Keer op keer werd er gedemarreerd waardoor op 50 kilometer van de streep nog acht renners over bleven. 
Tim Wellens (34) zag op 40 kilometer van de meet zijn moment gekomen. Bij de achtervolgers keek iedereen naar de Olympische kampioen Evenepoel. Maar Wellens reed alleen weg. Evenepoel en Philipsen waren de twee meest frisse mannen te zijn bij de achtervolgers en reden weg van de overblijvers. Intussen had Wellens al 40 seconden voorop. Evenepoel probeerde nog wel maar Philipsen nam niet meer over, waardoor ze niet dichter kwamen bij Wellens die de laatste ronde aanvatte met 44 seconden  voorsprong.
Na een solo van bijna 42 kilometer kroonde Tim Wellens UAE Team Emirates zich tot Belgisch kampioen op de weg. Na de Belgische tijdrittitel van 2024 mocht hij deze inruilen voor een ander exemplaar. Evenepoel die nog wegreed van Philipsen werd tweede. 

## Uitslag
| Plaats | Naam               | Ploeg                      | Tijd     |
| ------ | ------------------ | -------------------------- | -------- |
| 1      | Tim Wellens        | UAE Team Emirates          | 4u50'27" |
| 2      | Remco Evenepoel    | Soudal Quick-Step          | + 38"    |
| 3      | Jasper Philipsen   | Alpecin-Deceuninck         | + 46"    |
| 4      | Arjen Livyns       | Lotto-Dstny                | + 1'33"  |
| 5      | Florian Vermeersch | UAE Team Emirates          | z.t.     |
| 6      | Victor Campenaerts | Team Visma-Lease a Bike    | +1'42"   |
| 7      | Jenno Berckmoes    | Lotto-Dstny                | +1'50"   |
| 8      | Dries De Bondt     | Decathlon-AG2R La Mondiale | + 2'44"  |
| 9      | Alec Segaert       | Lotto-Dstny                | + 2'45"  |
| 10     | Xandro Meurisse    | Alpecin-Deceuninck         | z.t.     |